# Saga de Laxdœla

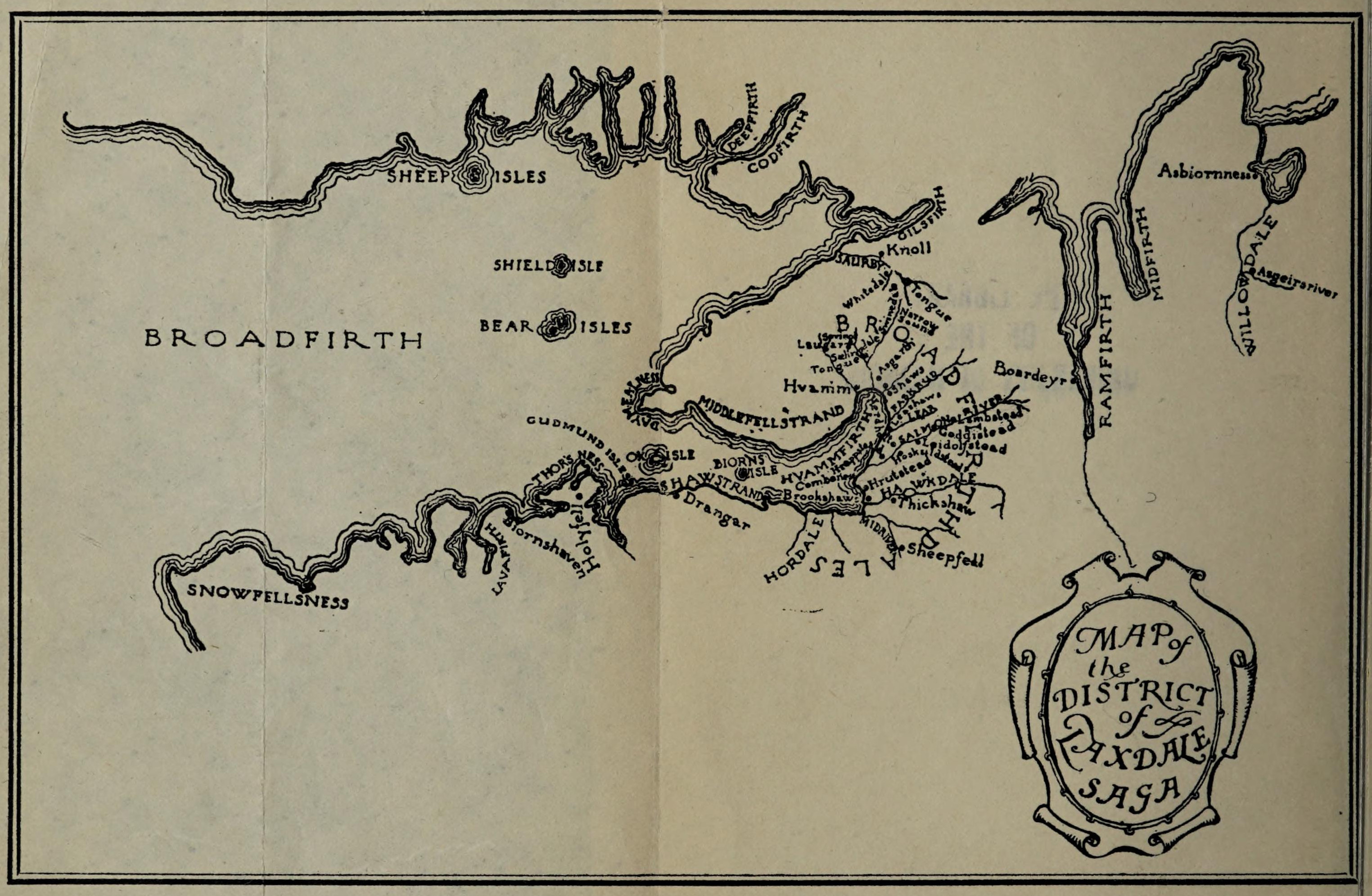
Mapa del distrito de la Laxdœla saga.

La Saga de Laxdœla o Laxdœla saga, literalmente "Saga de la gente del valle del Salmón" es la saga de los clanes de Laxárdalur. Es una de las más importantes sagas islandesas, y en palabras del historiador Guðbrandur Vigfússon la segunda mejor obra en su género tras la saga de Njál. Originalmente escritas en islandés medieval (un dialecto del nórdico antiguo); probablemente en el oeste de Islandia alrededor del año 1245. Es notoria por la primera mención de un nórdico que viaja hasta el Imperio bizantino para servir como varego en la guardia imperial. El autor es desconocido, aunque a través de la evidencia del propio texto parece que probablemente haya sido escrito por una mujer.

## Argumento
La saga se inicia con una introducción que detalla la colonización de Breiðafjörður por Unn la Sabia, hija de Ketil Nariz Chata, una poderosa matriarca de un amplio clan familiar de Noruega. A partir de ahí el protagonismo se centra en su bisnieto Hoskuld Dala-Kollsson y el hijo que tuvo con la esclava Melkorka, Ólafur pái Höskuldsson.
El argumento principal se centra en un triángulo amoroso protagonizado por Guðrún Ósvífursdóttir, quien es famosa por su belleza, y era cortejada por dos hermanos adoptivos llamados Kjartan Ólafsson y Bolli Þorleiksson. Guðrún prefería a Kjartan, pero se entregó a Bolli, debido a unos falsos rumores de que Kjartan se había comprometido con Ingibjörg, la hermana del rey Ólafur Tryggvason. Los dos hermanos adoptivos comenzaron las hostilidades que terminaron con la muerte de Kjartan a manos de Bolli. 
El desenlace sigue las mismas pautas de otras sagas, la venganza de sangre con la muerte de Bolli a manos de los familiares de Kjartan. Se suceden los acontecimientos hasta la marcha de Bolli Bollason, hijo de Bolli Þorleiksson a Constantinopla para servir al emperador bizantino en la guardia varega.

## Comentarios
La saga tiene gran reputación por su calidad literaria, su trama consistente y la descripción de los personajes. Sin embargo, su exactitud histórica ha sido cuestionada. Pese a las discrepancias y mezcla de aportaciones procedentes de fuentes históricas, anales, genealogías, sagas y narrativa oral, está claro de muchos de los acontecimientos clave son auténticos y no inventados por el autor, pero su orden fue reacomodado y existen anacronismos respecto a las armaduras y las vestimentas.
Una adición tardía de principios del siglo XIV, es Bolla þáttr Bollasonar, que finaliza la saga en los manuscritos.